# A lyga 2009
La A lyga 2009 è stata la 20ª edizione della massima categoria del calcio lituano. Ebbe inizio il 4 aprile e si concluse il 31 ottobre 2009. L'Ekranas conquistò il suo secondo titolo consecutivo, il quarto della sua storia.

## Novità
Dopo aver concluso la precedente stagione all'ultimo posto, l'FK Šilutė fu retrocesso nella seconda divisione (1 Lyga), i cui vincitori del Tauras vennero promossi.

## Controversia
Prima dell'inizio della stagione l'FBK Kaunas e l'FK Atlantas si ritirarono dal campionato il 20 marzo 2009. Le ragioni addotte da entrambi i club furono divergenze nate con la federazione lituana (LFF). Questi due ritiri arrivarono due settimane dopo la forzata esclusione dello Žalgiris il 6 marzo a causa di insostenibili problemi finanziari.

Come conseguenza di tutto ciò, il presidente dell'associazione dei club, Gintaras Ugianskis, si dimise dal suo incarico.

Le 8 squadre che arrivarono a comporre la A Lyga 2009 furono prese sia dalla A Lyga che dalla 1 Lyga (la seconda divisione). Quelle squadre con una migliore posizione di classifica nella stagione precedente ebbero la precedenza, ma comunque qualsiasi club fosse interessato a partecipare avrebbe potuto presentare la sua richiesta entro il 26 marzo 2009.

Così il 27 marzo la LFF annunciò le tre squadre che avrebbero rimpiazzato le tre escluse: FK Banga Gargždai, LKKA ir Teledema Kaunas ed FK Kruoja Pakruojis.

L'FBK Kaunas e l'Atlantas furono relegate nella II Liga (la terza divisione) per "condotta non etica e altre irregolarità", mentre lo Žalgiris fu ammesso alla 1 Lyga (la seconda divisione).

## Formula
Le 8 squadre partecipanti si sfidano in due tornate con una doppia andata e un doppio ritorno (andata e ritorno + andata e ritorno), garantendo così la disputa di 28 giornate e quindi un numero ragionevole di partite.
La squadra campione di Lituania ha il diritto a partecipare alla UEFA Champions League 2010-2011, partendo dal secondo turno preliminare.

Le squadre classificate al secondo e terzo posto sono ammesse alla UEFA Europa League 2010-2011, partendo rispettivamente dal secondo e dal primo turno preliminare.

In origine avrebbe dovuto retrocedere direttamente alla categoria inferiore l'ultima in classifica, ma in seguito si decise di bloccare le retrocessioni per poter avere un maggior numero di squadre la stagione successiva.

Mentre il campionato viene disputato nell'arco dell'intero anno solare (2009), la Coppa Nazionale si dipana fra 2009 e 2010. Il vincitore della Coppa 2009-2010 è ammesso alla UEFA Europa League 2010-2011, partendo dal secondo turno preliminare.

## Squadre partecipanti
- Banga Gargždai
- Ekranas
- Kruoja
- LKKA ir Teledema

- Sūduva
- Šiauliai
- Tauras
- Vėtra

## Classifica finale
|                     | Pos. | Squadra          | Pt | G  | V  | N  | P  | GF | GS | DR  |
| ------------------- | ---- | ---------------- | -- | -- | -- | -- | -- | -- | -- | --- |
| Lituania (bandiera) | 1.   | Ekranas          | 63 | 28 | 18 | 9  | 1  | 58 | 20 | +38 |
|                     | 2.   | Vėtra            | 57 | 28 | 16 | 9  | 3  | 55 | 22 | +33 |
|                     | 3.   | Sūduva           | 53 | 28 | 14 | 11 | 3  | 55 | 22 | +33 |
|                     | 4.   | Šiauliai         | 42 | 28 | 13 | 3  | 12 | 40 | 34 | +6  |
|                     | 5.   | Tauras           | 38 | 28 | 10 | 8  | 10 | 26 | 22 | +4  |
|                     | 6.   | Banga Gargždai   | 27 | 28 | 7  | 6  | 15 | 25 | 49 | -24 |
|                     | 7.   | LKKA ir Teledema | 15 | 28 | 4  | 3  | 21 | 19 | 63 | -44 |
|                     | 8.   | Kruoja           | 13 | 28 | 2  | 7  | 19 | 24 | 70 | -46 |

## Verdetti
- Campione di Lituania:  Ekranas
- UEFA Champions League 2010-2011 2º turno preliminare:  Ekranas
- UEFA Europa League 2010-2011 2º turno preliminare: Campioni Coppa di Lituania 2009-10
- UEFA Europa League 2010-2011 1º turno preliminare:  Sūduva

## Statistiche

### Classifica marcatori
|  | Gol | Marcatore                | Squadra        |
|  | --- | ------------------------ | -------------- |
|  | 20  | Valdas Trakys            | Ekranas        |
|  | 11  | Tadas Kijanskas          | Vėtra          |
|  | 11  | Mantas Kuklys            | Šiauliai       |
|  | 11  | Ričardas Beniušis        | Sūduva         |
|  | 10  | Egidijus Varnas          | Ekranas        |
|  | 9   | Povilas Lukšys           | Sūduva         |
|  | 9   | Mindaugas Grigalevičius  | Vėtra          |
|  | 8   | Israel Awenayeri Douglas | Banga Gargždai |
|  | 8   | Igoris Morinas           | Kruoja         |
|  | 8   | Andrius Urbšys           | Sūduva         |